# A Caseta (Maceda)
A Caseta es una aldea española situada en la parroquia de Chas, del municipio de Maceda, en la provincia de Orense, Galicia.

## Demografía
| Gráfica de evolución demográfica de A Caseta entre 2000 y 2022 |
|                                                                |
| Datos según el nomenclátor publicado por el INE.               |